# Troisième circonscription de l'Aveyron
La troisième circonscription de l'Aveyron est l'une des trois circonscriptions législatives que compte le département français de l'Aveyron (12), situé en région Occitanie.
Elle est représentée à l'Assemblée nationale, pour la XVIIe législature de la Cinquième République par Jean-François Rousset, député de La République en marche.

## Description géographique et démographique

### De 1958 à 1986
La troisième circonscription de l'Aveyron était composée de :
- Canton de Belmont-sur-Rance
- Canton de Camarès
- Canton de Campagnac
- Canton de Cassagnes-Bégonhès
- Canton de Cornus
- Canton de Millau
- Canton de Nant
- Canton de Peyreleau
- Canton de Pont-de-Salars
- Canton de Réquista
- Canton de Saint-Affrique
- Canton de Saint-Beauzély
- Canton de Saint-Rome-de-Tarn
- Canton de Saint-Sernin-sur-Rance
- Canton de Salles-Curan
- Canton de Sévérac-le-Château
- Canton de Vézins-de-Lévézou

### Depuis 1988
La troisième circonscription de l'Aveyron recouvre le sud du département et elle est centrée autour de la ville de Millau jusqu'aux portes de Rodez à Calmont ou Flavin. Elle regroupe les cantons suivants :
- Canton de Belmont-sur-Rance
- Canton de Camarès
- Canton de Campagnac
- Canton de Cassagnes-Bégonhès
- Canton de Cornus
- Canton de Millau-Est
- Canton de Millau-Ouest
- Canton de Nant
- Canton de Peyreleau
- Canton de Pont-de-Salars
- Canton de Réquista
- Canton de Saint-Affrique
- Canton de Saint-Beauzély
- Canton de Saint-Rome-de-Tarn
- Canton de Saint-Sernin-sur-Rance
- Canton de Salles-Curan
- Canton de Sévérac-le-Château
- Canton de Vézins-de-Lévézou

## Historique des résultats
| Législature | Début de mandat | Fin de mandat  | Député                                              | Parti politique | Observations |
| ----------- | --------------- | -------------- | --------------------------------------------------- | --------------- | --- |
| Ire         | 9 décembre 1958 | 9 octobre 1962 | Charles Dutheil                                     | MRP             | Maire de Millau. Mandat écourté à la suite d'une dissolution parlementaire décidée par Charles de Gaulle. |
| IIe         | 6 décembre 1962 | 2 avril 1967   | Roger Julien                                        | MRP             | |
| IIIe        | 3 avril 1967    | 4 février 1973 | Louis-Alexis Delmas                                 | UNR             | Mandat écourté à la suite d'une dissolution parlementaire décidée par Charles de Gaulle. |
| IVe         | 11 juillet 1968 | 1er avril 1973 | Louis-Alexis Delmas                                 | UDR             | Conseiller général du canton de Salles-Curan. Remplacé le 4 février 1973 par Jean Gabriac à la suite de son décès. |
|             | 4 février 1973  | 2 avril 1973   | Jean Gabriac                                        |                 | |
| Ve          | 2 avril 1973    | 2 avril 1978   | Jean Gabriac                                        | UDR             | Maire de Millau. Conseiller général du canton de Millau-Est. Remplacé le 29 octobre 1976 par Pierre Montredon à la suite de son décès. |
| VIe         | 3 avril 1978    | 22 mai 1981    | Jacques Godfrain                                    | RPR             | Conseiller municipal de Millau. Mandat écourté à la suite d'une dissolution parlementaire décidée par François Mitterrand. |
| VIIe        | 2 juillet 1981  | 1er avril 1986 | Jacques Godfrain                                    | RPR             | Conseiller municipal de Millau. |
| IXe         | 23 juin 1988    | 1er avril 1993 | Jacques Godfrain                                    | RPR             | Maire de Millau. |
| Xe          | 2 avril 1993    | 21 avril 1997  | Jacques Godfrain                                    | RPR             | Maire de Millau. Remplacé le 19 juin 1995 par Georges Privat à la suite de sa nomination au gouvernement. Mandat écourté à la suite d'une dissolution parlementaire décidée par Jacques Chirac. |
| XIe         | 12 juin 1997    | 18 juin 2002   | Jacques Godfrain                                    | RPR             | Maire de Millau. |
| XIIe        | 19 juin 2002    | 19 juin 2007   | Jacques Godfrain                                    | UMP             | Maire de Millau. |
| XIIIe       | 20 juin 2007    | 19 juin 2012   | Alain Marc                                          | UMP             | Conseiller général du canton de Saint-Rome-de-Tarn. |
| XIVe        | 20 juin 2012    | 20 juin 2017   | Alain Marc puis Arnaud Viala                        | UMP             | Conseiller général du canton de Saint-Rome-de-Tarn. Siège vacant à partir du 1er octobre 2014. Alain Marc est élu sénateur le 29 septembre 2014 et une élection partielle est organisée les 6 et 13 septembre 2015 après que le Conseil constitutionnel rejette le 18 juin 2015 un recours intenté contre l'élection sénatoriale. |
| XVe         | 21 juin 2017    | 21 juin 2022   | Arnaud Viala puis Sébastien David (homme politique) | LR              | Alain Marc est élu sénateur le 29 septembre 2014 et une élection partielle est organisée. Arnaud Viala est élu député le 13 septembre 2015. Remplacé le 1er août 2021 par son suppléant Sébastien David, à son tour démissionnaire le 14 septembre suivant, rendant le siège vacant pour le reste de la législature.              |
| XVIe        | 22 juin 2022    | 9 juin 2024    | Jean-François Rousset                               | RE              | Conseiller municipal de Montlaur Mandat écourté à la suite d'une dissolution parlementaire décidée par Emmanuel Macron. |
| XVIIe       | 8 juillet 2024  | En cours       | Jean-François Rousset                               | LREM-Ensemble   | |

## Historique des élections

### Élections de 1958
| Candidat       | Candidat                   | Parti          | Premier tour | Premier tour | Second tour | Second tour |  |
| Candidat       | Candidat                   | Parti          | Voix         | %            | Voix        | %           |  |
| -------------- | -------------------------- | -------------- | ------------ | ------------ | ----------- | ----------- |  |
|                | Louis-Alexis Delmas        | UNR            | 11 682       | 22,36        | 19 126      | 35,67       |  |
|                | Charles Dutheil élu        | MRP            | 11 633       | 22,26        | 19 693      | 36,73       |  |
|                | Emmanuel Temple            | CNIP           | 10 400       | 19,9         | 11 133      | 20,76       |  |
|                | Martial David              | UFF            | 5 002        | 9,57         | Retrait     | Retrait     |  |
|                | A. Guibert                 | Modérés        | 4 977        | 9,53         | Retrait     | Retrait     |  |
|                | Victor Rouquet-La Garrigue | SFIO           | 4 442        | 8,5          | Retrait     | Retrait     |  |
|                | Albert Séguier             | PCF            | 4 114        | 7,87         | 3 666       | 6,84        |  |
|                |                            |                |              |              |             |             |  |
| Inscrits       | Inscrits                   | Inscrits       | 68 828       | 100,00       | 68 824      | 100,00      |  |
| Abstentions    | Abstentions                | Abstentions    | 14 193       | 20,62        | 13 475      | 19,58       |  |
| Votants        | Votants                    | Votants        | 54 635       | 79,38        | 55 349      | 80,42       |  |
| Blancs et nuls | Blancs et nuls             | Blancs et nuls | 2 385        | 4,37         | 1 731       | 3,13        |  |
| Exprimés       | Exprimés                   | Exprimés       | 52 250       | 95,63        | 53 618      | 96,87       |  |

Louis Roques, cultivateur, adjoint au maire de Montagnol, était le suppléant de Charles Dutheil.

### Élections de 1962
| Candidat       | Candidat            | Parti          | Premier tour | Premier tour | Second tour | Second tour |  |
| Candidat       | Candidat            | Parti          | Voix         | %            | Voix        | %           |  |
| -------------- | ------------------- | -------------- | ------------ | ------------ | ----------- | ----------- |  |
|                | Louis-Alexis Delmas | UNR            | 17 565       | 37,39        | 23 009      | 45,91       |  |
|                | Roger Julien élu    | MRP            | 12 597       | 26,81        | 27 113      | 54,09       |  |
|                | Emmanuel Temple     | CNIP           | 6 395        | 13,61        | Retrait     | Retrait     |  |
|                | Cyprien Trouche     | Radsoc         | 6 215        | 13,23        | Retrait     | Retrait     |  |
|                | Albert Séguier      | PCF            | 4 208        | 8,96         | Retrait     | Retrait     |  |
|                |                     |                |              |              |             |             |  |
| Inscrits       | Inscrits            | Inscrits       | 67 356       | 100,00       | 67 323      | 100,00      |  |
| Abstentions    | Abstentions         | Abstentions    | 18 285       | 27,15        | 14 303      | 21,25       |  |
| Votants        | Votants             | Votants        | 49 071       | 72,85        | 53 020      | 78,75       |  |
| Blancs et nuls | Blancs et nuls      | Blancs et nuls | 2 091        | 4,26         | 2 898       | 5,47        |  |
| Exprimés       | Exprimés            | Exprimés       | 46 980       | 95,74        | 50 122      | 94,53       |  |

Charles Dutheil, député sortant, était le suppléant de Roger Julien.

### Élections de 1967
| Candidat       | Candidat                       | Parti          | Premier tour | Premier tour | Second tour | Second tour |  |
| Candidat       | Candidat                       | Parti          | Voix         | %            | Voix        | %           |  |
| -------------- | ------------------------------ | -------------- | ------------ | ------------ | ----------- | ----------- |  |
|                | Louis-Alexis Delmas élu        | UD-Ve          | 25 372       | 47,95        | 31 802      | 65,63       |  |
|                | Roger Julien sortant           | CD (PDM)       | 12 712       | 24,03        | 16 657      | 34,37       |  |
|                | Cyprien Trouche                | FGDS (Radical) | 5 785        | 10,93        |             |             |  |
|                | Albert Labonne                 | PCF            | 4 883        | 9,23         |             |             |  |
|                | François Bédel de Buzareingues | Extrême droite | 2 330        | 4,4          |             |             |  |
|                | Paul Vieillard                 | PSU            | 1 828        | 3,45         |             |             |  |
|                |                                |                |              |              |             |             |  |
| Inscrits       | Inscrits                       | Inscrits       | 65 824       | 100,00       | 65 805      | 100,00      |  |
| Abstentions    | Abstentions                    | Abstentions    | 11 440       | 17,38        | 11 846      | 18          |  |
| Votants        | Votants                        | Votants        | 54 384       | 82,62        | 53 959      | 82          |  |
| Blancs et nuls | Blancs et nuls                 | Blancs et nuls | 1 474        | 2,71         | 5 500       | 10,19       |  |
| Exprimés       | Exprimés                       | Exprimés       | 52 910       | 97,29        | 48 459      | 89,81       |  |

Jean Gabriac était le suppléant de Louis-Alexis Delmas.

### Élections de 1968
|                | Louis-Alexis Delmas sortant réélu | UDR (URP)      | 29 941 | 57,59  |  |  |  |
|                | André Maury                       | FGDS (CIR)     | 11 343 | 21,82  |  |  |  |
|                | Jean Durand                       | CD (PDM)       | 6 210  | 11,94  |  |  |  |
|                | Albert Séguier                    | PCF            | 4 499  | 8,65   |  |  |  |
|                |                                   |                |        |        |  |  |  |
| Inscrits       | Inscrits                          | Inscrits       | 65 315 | 100,00 |  |  |  |
| Abstentions    | Abstentions                       | Abstentions    | 11 927 | 18,26  |  |  |  |
| Votants        | Votants                           | Votants        | 53 388 | 81,74  |  |  |  |
| Blancs et nuls | Blancs et nuls                    | Blancs et nuls | 1 395  | 2,61   |  |  |  |
| Exprimés       | Exprimés                          | Exprimés       | 51 993 | 97,39  |  |  |  |

Jean Gabriac, docteur en médecine, conseiller général, était le suppléant de Louis-Alexis Delmas. Jean Gabriac devient député le 5 février 1973, à la suite du décès de Louis-Alexis Delmas.

### Élections de 1973
| Candidat       | Candidat                   | Parti          | Premier tour | Premier tour | Second tour | Second tour |  |
| Candidat       | Candidat                   | Parti          | Voix         | %            | Voix        | %           |  |
| -------------- | -------------------------- | -------------- | ------------ | ------------ | ----------- | ----------- |  |
|                | Jean Gabriac sortant réélu | UDR (URP)      | 17 066       | 32,79        | 22 717      | 41,15       |  |
|                | Roger Julien               | CD (MR)        | 12 283       | 23,6         | 12 415      | 22,49       |  |
|                | Gérard Deruy               | PS (UGSD)      | 11 509       | 22,11        | 20 075      | 36,36       |  |
|                | Henri Jaudon               | Divers         | 5 906        | 11,35        |             |             |  |
|                | Guy Héran                  | PCF            | 5 279        | 10,14        |             |             |  |
|                |                            |                |              |              |             |             |  |
| Inscrits       | Inscrits                   | Inscrits       | 65 737       | 100,00       | 65 744      | 100,00      |  |
| Abstentions    | Abstentions                | Abstentions    | 11 791       | 17,94        | 9 568       | 14,55       |  |
| Votants        | Votants                    | Votants        | 53 946       | 82,06        | 56 176      | 85,45       |  |
| Blancs et nuls | Blancs et nuls             | Blancs et nuls | 1 903        | 3,53         | 969         | 1,72        |  |
| Exprimés       | Exprimés                   | Exprimés       | 52 043       | 96,47        | 55 207      | 98,28       |  |

Le suppléant de Jean Gabriac était Pierre Montredon, maire de Saint-Affrique. Pierre Montredon devient député le 29 octobre 1976, à la suite du décès de Jean Gabriac.

### Élections de 1978
| Candidat       | Candidat             | Parti          | Premier tour | Premier tour | Second tour | Second tour |  |
| Candidat       | Candidat             | Parti          | Voix         | %            | Voix        | %           |  |
| -------------- | -------------------- | -------------- | ------------ | ------------ | ----------- | ----------- |  |
|                | Jacques Godfrain élu | RPR            | 26 802       | 47,07        | 33 377      | 55,28       |  |
|                | Gérard Deruy         | PS             | 12 386       | 21,75        | 27 005      | 44,72       |  |
|                | Manuel Diaz          | MRG            | 8 470        | 14,87        |             |             |  |
|                | André Pérez          | PCF            | 5 772        | 10,14        |             |             |  |
|                | Armand Ferlaud       | Divers droite  | 1 511        | 2,65         |             |             |  |
|                | Alain Mairesse       | LO             | 1 036        | 1,82         |             |             |  |
|                | Michel Cabirou       | LCR            | 912          | 1,6          |             |             |  |
|                | Jean-Marc Martinuzzi | FN             | 53           | 0,09         |             |             |  |
|                |                      |                |              |              |             |             |  |
| Inscrits       | Inscrits             | Inscrits       | 70 310       | 100,00       | 70 295      | 100,00      |  |
| Abstentions    | Abstentions          | Abstentions    | 11 219       | 15,96        | 8 452       | 12,02       |  |
| Votants        | Votants              | Votants        | 59 091       | 84,04        | 61 843      | 87,98       |  |
| Blancs et nuls | Blancs et nuls       | Blancs et nuls | 2 149        | 3,64         | 1 461       | 2,36        |  |
| Exprimés       | Exprimés             | Exprimés       | 56 942       | 96,36        | 60 382      | 97,64       |  |

Le suppléant de Jacques Godfrain était Robert Azam, conseiller général du canton de Réquista, maire de Lédergues.

### Élections de 1981
|                | Jacques Godfrain sortant réélu | RPR (UNM)      | 28 081 | 52,87  |  |  |  |
|                | Gérard Deruy                   | PS             | 21 290 | 40,08  |  |  |  |
|                | André Perez                    | PCF            | 3 435  | 6,47   |  |  |  |
|                | P. Duvauld                     | MÉP            | 316    | 0,59   |  |  |  |
|                |                                |                |        |        |  |  |  |
| Inscrits       | Inscrits                       | Inscrits       | 70 790 | 100,00 |  |  |  |
| Abstentions    | Abstentions                    | Abstentions    | 16 643 | 23,51  |  |  |  |
| Votants        | Votants                        | Votants        | 54 147 | 76,49  |  |  |  |
| Blancs et nuls | Blancs et nuls                 | Blancs et nuls | 1 025  | 1,89   |  |  |  |
| Exprimés       | Exprimés                       | Exprimés       | 53 122 | 98,11  |  |  |  |

Robert Azam était le suppléant de Jacques Godfrain.

### Élections de 1988
|                | Jacques Godfrain sortant réélu | RPR (URC)      | 28 897 | 55,65  |  |  |  |
|                | Guy Durand                     | PS             | 19 126 | 36,83  |  |  |  |
|                | Claude Marre                   | PCF            | 2 273  | 4,38   |  |  |  |
|                | Max Cabantous                  | FN             | 1 628  | 3,14   |  |  |  |
|                |                                |                |        |        |  |  |  |
| Inscrits       | Inscrits                       | Inscrits       | 70 345 | 100,00 |  |  |  |
| Abstentions    | Abstentions                    | Abstentions    | 16 989 | 24,15  |  |  |  |
| Votants        | Votants                        | Votants        | 53 356 | 75,85  |  |  |  |
| Blancs et nuls | Blancs et nuls                 | Blancs et nuls | 1 432  | 2,68   |  |  |  |
| Exprimés       | Exprimés                       | Exprimés       | 51 924 | 97,32  |  |  |  |

Georges Privat, retraité SNCF, maire de L'Hospitalet-du-Larzac, était le suppléant de Jacques Godfrain.

### Élections de 1993
|                | Jacques Godfrain sortant réélu | RPR (UPF)            | 29 555 | 59,26  |  |  |  |
|                | Armand Vernhettes              | Divers gauche (ADFP) | 9 917  | 19,89  |  |  |  |
|                | Yves Frémion                   | Les Verts (EÉ)       | 3 365  | 6,75   |  |  |  |
|                | Jean-Pierre Caldier            | FN                   | 2 962  | 5,94   |  |  |  |
|                | Jean-Claude Dubuisson          | PCF                  | 2 722  | 5,46   |  |  |  |
|                | Annie Caulonque                | LT-LNÉ               | 1 149  | 2,3    |  |  |  |
|                | André Verdié                   | PLN                  | 201    | 0,4    |  |  |  |
|                |                                |                      |        |        |  |  |  |
| Inscrits       | Inscrits                       | Inscrits             | 70 268 | 100,00 |  |  |  |
| Abstentions    | Abstentions                    | Abstentions          | 16 993 | 24,18  |  |  |  |
| Votants        | Votants                        | Votants              | 53 275 | 75,82  |  |  |  |
| Blancs et nuls | Blancs et nuls                 | Blancs et nuls       | 3 404  | 6,39   |  |  |  |
| Exprimés       | Exprimés                       | Exprimés             | 49 871 | 93,61  |  |  |  |

Georges Privat était le suppléant de Jacques Godfrain. Georges Privat remplaça Jacques Godfrain, nommé membre du gouvernement, du 19 juin 1995 au 21 avril 1997.

### Élections de 1997
| Candidat       | Candidat                       | Parti          | Premier tour | Premier tour | Second tour | Second tour |  |
| Candidat       | Candidat                       | Parti          | Voix         | %            | Voix        | %           |  |
| -------------- | ------------------------------ | -------------- | ------------ | ------------ | ----------- | ----------- |  |
|                | Jacques Godfrain sortant réélu | RPR            | 22 872       | 47,05        | 28 277      | 56,17       |  |
|                | Alain Fauconnier               | PS             | 13 315       | 27,39        | 22 064      | 43,83       |  |
|                | Gérard Cabillic                | FN             | 3 867        | 7,95         |             |             |  |
|                | André Pérez                    | PCF            | 2 866        | 5,9          |             |             |  |
|                | Gérard Galtier                 | Les Verts      | 2 597        | 5,34         |             |             |  |
|                | Ginette Marchive               | Extrême gauche | 1 368        | 2,81         |             |             |  |
|                | Auguste Triquet                | LDI (MPF)      | 1 116        | 2,3          |             |             |  |
|                | François Aycard                | US4J           | 612          | 1,26         |             |             |  |
|                |                                |                |              |              |             |             |  |
| Inscrits       | Inscrits                       | Inscrits       | 69 167       | 100,00       | 68 980      | 100,00      |  |
| Abstentions    | Abstentions                    | Abstentions    | 17 020       | 24,61        | 15 416      | 22,35       |  |
| Votants        | Votants                        | Votants        | 52 147       | 75,39        | 53 564      | 77,65       |  |
| Blancs et nuls | Blancs et nuls                 | Blancs et nuls | 3 534        | 6,78         | 3 223       | 6,02        |  |
| Exprimés       | Exprimés                       | Exprimés       | 48 613       | 93,22        | 50 341      | 93,98       |  |

Le suppléant de Jacques Gofrain était Georges Privat, ingénieur honoraire, maire de L'Hospitalet-du-Larzac,

### Élections de 2002
| Candidat       | Candidat                       | Parti             | Premier tour | Premier tour | Second tour | Second tour |  |
| Candidat       | Candidat                       | Parti             | Voix         | %            | Voix        | %           |  |
| -------------- | ------------------------------ | ----------------- | ------------ | ------------ | ----------- | ----------- |  |
|                | Jacques Godfrain sortant réélu | UMP               | 24 403       | 47,89        | 28 993      | 61,46       |  |
|                | Alain Fauconnier               | PS                | 13 672       | 26,83        | 18 184      | 38,54       |  |
|                | René Quatrefages               | Divers droite     | 3 056        | 6            |             |             |  |
|                | Jean-Louis Cance               | FN                | 2 740        | 5,38         |             |             |  |
|                | Bernard Cornus                 | CPNT              | 1 950        | 3,83         |             |             |  |
|                | Martine Pérez                  | PCF               | 1 197        | 2,35         |             |             |  |
|                | Béatrice Foulquier             | Les Verts         | 1 133        | 2,22         |             |             |  |
|                | Christian Barbut               | LCR               | 1 113        | 2,18         |             |             |  |
|                | Christine Molina               | Divers            | 564          | 1,11         |             |             |  |
|                | Jérôme Maliges                 | LT-LNÉ            | 355          | 0,7          |             |             |  |
|                | Bernard Combes                 | LO                | 340          | 0,67         |             |             |  |
|                | Marie-Dominique Château        | Divers écologiste | 207          | 0,41         |             |             |  |
|                | Odette Mas                     | MNR               | 162          | 0,32         |             |             |  |
|                | Renée Rabetrano                | GÉ                | 68           | 0,13         |             |             |  |
|                |                                |                   |              |              |             |             |  |
| Inscrits       | Inscrits                       | Inscrits          | 70 276       | 100,00       | 70 318      | 100,00      |  |
| Abstentions    | Abstentions                    | Abstentions       | 17 821       | 25,36        | 20 928      | 29,76       |  |
| Votants        | Votants                        | Votants           | 52 455       | 74,64        | 49 390      | 70,24       |  |
| Blancs et nuls | Blancs et nuls                 | Blancs et nuls    | 1 495        | 2,85         | 2 213       | 4,48        |  |
| Exprimés       | Exprimés                       | Exprimés          | 50 960       | 97,15        | 47 177      | 95,52       |  |

Le suppléant de Jacques Godfrain était Alain Marc, Radical, enseignant, conseiller général du canton de Saint-Rome-de-Tarn.

### Élections de 2007
| Candidat       | Candidat               | Parti          | Premier tour | Premier tour | Second tour | Second tour |  |
| Candidat       | Candidat               | Parti          | Voix         | %            | Voix        | %           |  |
| -------------- | ---------------------- | -------------- | ------------ | ------------ | ----------- | ----------- |  |
|                | Alain Marc élu         | UMP            | 23 883       | 49,5         | 27 350      | 57,67       |  |
|                | Béatrice Marre         | PS             | 13 032       | 27,01        | 20 071      | 42,33       |  |
|                | Hugues Robert          | UDF–MoDem      | 3 028        | 6,28         |             |             |  |
|                | Inaki Aranceta         | LCR            | 1 617        | 3,35         |             |             |  |
|                | Martine Perez          | PCF            | 1 453        | 3,01         |             |             |  |
|                | Yves Frémion           | Les Verts      | 1 437        | 2,98         |             |             |  |
|                | Michel Dorlin          | FN             | 1 320        | 2,74         |             |             |  |
|                | Simone Evesque-Heran   | CPNT           | 1 163        | 2,41         |             |             |  |
|                | Marie-Joelle Aubril    | LT-LNÉ         | 519          | 1,08         |             |             |  |
|                | Isabelle Marit-Antonin | Divers         | 479          | 0,99         |             |             |  |
|                | Bernard Combes         | LO             | 318          | 0,66         |             |             |  |
|                |                        |                |              |              |             |             |  |
| Inscrits       | Inscrits               | Inscrits       | 72 119       | 100,00       | 72 114      | 100,00      |  |
| Abstentions    | Abstentions            | Abstentions    | 22 526       | 31,23        | 22 716      | 31,5        |  |
| Votants        | Votants                | Votants        | 49 593       | 68,77        | 49 398      | 68,5        |  |
| Blancs et nuls | Blancs et nuls         | Blancs et nuls | 1 344        | 2,71         | 1 977       | 4           |  |
| Exprimés       | Exprimés               | Exprimés       | 48 249       | 97,29        | 47 421      | 96          |  |

Le suppléant d'Alain Marc était Jacques Godfrain, député sortant.

### Élections de 2012
| Candidat       | Candidat                 | Parti                    | Premier tour | Premier tour | Second tour | Second tour |  |
| Candidat       | Candidat                 | Parti                    | Voix         | %            | Voix        | %           |  |
| -------------- | ------------------------ | ------------------------ | ------------ | ------------ | ----------- | ----------- |  |
|                | Alain Marc sortant réélu | PRV (UMP)                | 17 756       | 38,16        | 24 962      | 53,96       |  |
|                | Marie-Thérèse Foulquier  | EÉLV (PS, PRG)           | 10 138       | 21,79        | 21 302      | 46,04       |  |
|                | Béatrice Marre           | diss. PS                 | 7 213        | 15,50        |             |             |  |
|                | Marie-Claude Fayard      | RBM (FN)                 | 3 945        | 8,48         |             |             |  |
|                | Jean-Luc Pouget          | FG (PCF) (Divers gauche) | 2 691        | 5,78         |             |             |  |
|                | Philippe Ramondenc       | Divers droite            | 2 263        | 4,86         |             |             |  |
|                | Norbert Castelltort      | Divers droite            | 1 315        | 2,83         |             |             |  |
|                | Philippe Dargagnon       | AÉI                      | 483          | 1,04         |             |             |  |
|                | Nicolas Bestard          | NPA                      | 366          | 0,79         |             |             |  |
|                | Stéphane Cabrol          | LdM                      | 189          | 0,41         |             |             |  |
|                | Bernard Combes           | LO                       | 174          | 0,37         |             |             |  |
|                |                          |                          |              |              |             |             |  |
| Inscrits       | Inscrits                 | Inscrits                 | 71 920       | 100,00       | 71 907      | 100,00      |  |
| Abstentions    | Abstentions              | Abstentions              | 24 268       | 33,74        | 23 811      | 33,11       |  |
| Votants        | Votants                  | Votants                  | 47 652       | 66,26        | 48 096      | 66,89       |  |
| Blancs et nuls | Blancs et nuls           | Blancs et nuls           | 1 119        | 2,35         | 1 832       | 3,81        |  |
| Exprimés       | Exprimés                 | Exprimés                 | 46 533       | 97,65        | 46 264      | 96,19       |  |

La suppléante d'Alain Marc était Danièle Vergonnier, retraitée, conseillère générale du canton de Peyreleau, maire de La Cresse.

### Élection partielle de 2015
| Candidat       | Candidat              | Parti             | Premier tour | Premier tour | Second tour | Second tour |  |
| Candidat       | Candidat              | Parti             | Voix         | %            | Voix        | %           |  |
| -------------- | --------------------- | ----------------- | ------------ | ------------ | ----------- | ----------- |  |
|                | Arnaud Viala élu      | UMP               | 11 022       | 44,14        | 15 075      | 63,49       |  |
|                | Pierre Pantanella     | PS                | 5 381        | 22,48        | 8 667       | 36,51       |  |
|                | Jean-Guillaume Remise | FN                | 3 698        | 15,45        |             |             |  |
|                | Sophie Tarroux        | FG (PCF)          | 2 108        | 8,81         |             |             |  |
|                | David Hygonenq        | DLR               | 801          | 3,35         |             |             |  |
|                | Thierry Noël          | Divers écologiste | 481          | 2,01         |             |             |  |
|                | Loïc Massebiau        | UPR               | 444          | 1,86         |             |             |  |
|                |                       |                   |              |              |             |             |  |
| Inscrits       | Inscrits              | Inscrits          | 71 541       | 100,00       | 71 537      | 100,00      |  |
| Abstentions    | Abstentions           | Abstentions       | 45 738       | 63,93        | 45 038      | 62,96       |  |
| Votants        | Votants               | Votants           | 25 803       | 36,07        | 26 499      | 37,04       |  |
| Blancs et nuls | Blancs et nuls        | Blancs et nuls    | 1 868        | 7,24         | 2 757       | 10,4        |  |
| Exprimés       | Exprimés              | Exprimés          | 23 935       | 92,76        | 23 742      | 89,6        |  |

Le suppléant d'Arnaud Viala était Sébastien David, gérant de PME, conseiller départemental du canton de Saint-Affrique.

### Élections de 2017
|                                                                            |                                                                                       |                           |                           |                          |                          |
|                                                                            |                                                                                       | Premier tour 11 juin 2017 | Premier tour 11 juin 2017 | Second tour 18 juin 2017 | Second tour 18 juin 2017 |
|                                                                            |                                                                                       |                           |                           |                          |                          |
|                                                                            |                                                                                       | Nombre                    | % des inscrits            | Nombre                   | % des inscrits           |
| Inscrits                                                                   | Inscrits                                                                              | 71 827                    | 100,00                    | 71 816                   | 100,00                   |
| Abstentions                                                                | Abstentions                                                                           | 30 238                    | 42,10                     | 32 469                   | 45,21                    |
| Votants                                                                    | Votants                                                                               | 41 589                    | 57,90                     | 39 347                   | 54,79                    |
|                                                                            |                                                                                       |                           | % des votants             |                          | % des votants            |
| Bulletins blancs                                                           | Bulletins blancs                                                                      | 829                       | 1,99                      | 2 604                    | 6,62                     |
| Bulletins nuls                                                             | Bulletins nuls                                                                        | 438                       | 1,05                      | 1 360                    | 3,46                     |
| Suffrages exprimés                                                         | Suffrages exprimés                                                                    | 40 322                    | 96,95                     | 35 383                   | 89,93                    |
|                                                                            |                                                                                       |                           |                           |                          |                          |
| Candidat Étiquette politique (partis et alliances)                         | Candidat Étiquette politique (partis et alliances)                                    | Voix                      | % des exprimés            | Voix                     | % des exprimés           |
|                                                                            |                                                                                       |                           |                           |                          |                          |
|                                                                            | Arnaud Viala (député sortant) Les Républicains (Union des démocrates et indépendants) | 14 525                    | 36,02                     | 20 934                   | 59,16                    |
|                                                                            | Jean-Louis Austruy La République en marche                                            | 13 122                    | 32,54                     | 14 449                   | 40,84                    |
|                                                                            | Catherine Laur La France insoumise                                                    | 5 124                     | 12,71                     |                          |                          |
|                                                                            | Muriel Abriac Front national                                                          | 3 476                     | 8,62                      |                          |                          |
|                                                                            | Sophie Tarroux Parti communiste français (Front de gauche)                            | 1 556                     | 3,86                      |                          |                          |
|                                                                            | Régina Garcini Nouvelle Donne                                                         | 1 062                     | 2,63                      |                          |                          |
|                                                                            | Thierry Noël Parti pour la décroissance                                               | 529                       | 1,31                      |                          |                          |
|                                                                            | Henri Temple Debout la France                                                         | 465                       | 1,15                      |                          |                          |
|                                                                            | Bernard Combes Lutte ouvrière                                                         | 285                       | 0,71                      |                          |                          |
|                                                                            | Bruno Pacchiele Union populaire républicaine                                          | 178                       | 0,44                      |                          |                          |
| Source : Ministère de l'Intérieur - Troisième circonscription de l'Aveyron |                                                                                       |                           |                           |                          |                          |

Le suppléant d'Arnaud Viala était Sébastien David.

### Élections de 2022
| Résultats des élections législatives des 12 et 19 juin 2022 de la 3e circonscription de l'Aveyron |                          |                          |                          |              |              |             |             |
| Candidat                                                                                          | Candidat                 | Parti et coalition       | Nuance                   | Premier tour | Premier tour | Second tour | Second tour |
| Candidat                                                                                          | Candidat                 | Parti et coalition       | Nuance                   | Voix         | %            | Voix        | %           |
|                                                                                                   | Michel Rhin              | LFI (NUPES)              | NUP                      | 10 494       | 27,09        | 16 241      | 46,30       |
|                                                                                                   | Jean-François Rousset    | LREM (ENS)               | ENS                      | 9 742        | 25,14        | 18 834      | 53,70       |
|                                                                                                   | Christophe Saint-Pierre  | LR (UDC)                 | LR                       | 6 818        | 17,60        |             |             |
|                                                                                                   | Jean-Christophe Cazorla  | RN                       | RN                       | 6 017        | 15,53        |             |             |
|                                                                                                   | Jean-Marie Daures        | RES                      | DVD                      | 2 909        | 7,51         |             |             |
|                                                                                                   | Lysiane Tendil           | REC                      | REC                      | 1 300        | 3,36         |             |             |
|                                                                                                   | Patrice Miran            | EAC                      | ECO                      | 970          | 2,50         |             |             |
|                                                                                                   | Bernard Combes           | LO                       | DXG                      | 491          | 1,27         |             |             |
|                                                                                                   | Thierry Noël             | PPLD                     | ECO                      | 1            | 0,00         |             |             |
| Votes valides                                                                                     | Votes valides            | Votes valides            | Votes valides            | 38 742       | 96,42        | 35 075      | 89,07       |
| Votes blancs                                                                                      | Votes blancs             | Votes blancs             | Votes blancs             | 956          | 2,38         | 2 751       | 6,99        |
| Votes nuls                                                                                        | Votes nuls               | Votes nuls               | Votes nuls               | 483          | 1,20         | 1 555       | 3,95        |
| Total                                                                                             | Total                    | Total                    | Total                    | 40 181       | 100          | 39 381      | 100         |
| Abstention                                                                                        | Abstention               | Abstention               | Abstention               | 32 332       | 44,59        | 33 137      | 45,69       |
| Inscrits / participation                                                                          | Inscrits / participation | Inscrits / participation | Inscrits / participation | 72 513       | 55,41        | 72 518      | 54,31       |

Le suppléant de Jean-François Rousset était Simon Worou, cadre, maire de Sainte-Juliette-sur-Viaur.

### Élections de 2024
| Candidat                 | Candidat                 | Parti et coalition       | Nuance                   | Premier tour | Premier tour | Second tour | Second tour |
| Candidat                 | Candidat                 | Parti et coalition       | Nuance                   | Voix         | %            | Voix        | %           |
| ------------------------ | ------------------------ | ------------------------ | ------------------------ | ------------ | ------------ | ----------- | ----------- |
|                          | Pierre-Antoine Fèvre     | RAD (RN)                 | UXD                      | 18 044       | 35,46        | 19 561      | 39,71       |
|                          | Jean-François Rousset    | RE (ENS)                 | ENS                      | 16 514       | 32,45        | 29 696      | 60,29       |
|                          | Richard Bouigue          | PS (NFP)                 | UG                       | 14 660       | 28,81        | Retrait     | Retrait     |
|                          | Thierry Noël             | ÉAC                      | ECO                      | 1 066        | 2,09         |             |             |
|                          | Bernard Combes           | LO                       | EXG                      | 607          | 1,19         |             |             |
|                          |                          |                          |                          |              |              |             |             |
| Votes valides            | Votes valides            | Votes valides            | Votes valides            | 50 891       | 95,70        | 49 257      | 92,91       |
| Votes blancs             | Votes blancs             | Votes blancs             | Votes blancs             | 1 486        | 2,79         | 2 573       | 4,85        |
| Votes nuls               | Votes nuls               | Votes nuls               | Votes nuls               | 799          | 1,50         | 1 185       | 2,24        |
| Total                    | Total                    | Total                    | Total                    | 53 176       | 100          | 53 015      | 100         |
| Abstention               | Abstention               | Abstention               | Abstention               | 19 095       | 26,42        | 19 253      | 26,64       |
| Inscrits / participation | Inscrits / participation | Inscrits / participation | Inscrits / participation | 72 271       | 73,58        | 72 268      | 73,36       |

La suppléante de Jean-François Rousset est Yolène Pagès, agricultrice à La Selve.